# Pryteria
Pryteria is een geslacht van vlinders van de familie spinneruilen (Erebidae), uit de onderfamilie Arctiinae.

## Soorten
- P. alboatra Rothschild, 1909
- P. apicalis Rothschild, 1909
- P. apicata Schaus, 1905
- P. apicella Strand, 1919
- P. colombiana Rothschild, 1933
- P. costata Möschler, 1882
- P. hamifera Dognin, 1907
- P. semicostalis Rothschild, 1909
- P. unifascia Druce, 1899